# Les Immer Essen
Les Immer Essen war eine in den frühen 1980er Jahren in Köln gegründete Rockband. Musikalisch orientierte sie sich an britischer Popmusik (Orange Juice, Style Council, David Bowie). Nach Veröffentlichung der ersten und einzigen LP Tally-Ho trennte sich die Band wieder. Ihr größter Hit war das Lied Hand-Take, das sich auch in den deutschen Top 40 im Jahre 1985 platzierte.
Der Bandname ist ein Zitat aus dem Film "Tote tragen keine Karos" (Dead men don't wear plaid).  